# Джамаат-и ислами Бангладеш
Джамаа́т-и ислами́ Бангладеш (бенг. বাংলাদেশ জামায়াতে ইসলামী — Исламский конгресс Бангладеш) также известная как Джамаа́т  —  самая большая исламистская политическая партия в Бангладеш и одна из крупнейших на Индийском субконтиненте.
Партия возникла объединив силы выступавшие за оставление Бангладеш в составе Пакистана. Несколько членов партии играли значительную роль в военных преступлениях Пакистана по отношению к бангладешскому населению во время войны за независимость Бангладеш (1971).
В 2001 Джамаат присоединился к коалиции Националистической партии Бангладеш.  В правительстве Халеды Зии, действовавшим с 2001 по 2006 года, у партии было два министерских поста.
В марте 2013 года Верховный суд Бангладеш приговорил к смертной казни лидера партии Абдула Кадера Муллу за преступления совершённые им в 1971 году. Принятое решение вызвало возмущения в стране, в которых погибли по меньшей мере 40 человек.